# هيكتور كاريتيرو
هيكتور كاريتيرو (بالإسبانية: Héctor Carretero)‏ (و. 1995  م) هو دراج إسباني، ولد في مادريغيراس.

## التصنيف
| السنة     | 2017 | 2018 | 2019 | 2020 | 2021 | 2022 |
| --------- | ---- | ---- | ---- | ---- | ---- | ---- |
| العالم    | 388  | 388  |      |      |      |      |
| عالمي     | 1649 | 2348 | 1421 | 697  | 424  | 1936 |
| أوروبا    | 1259 | -    | 964  | 559  | 350  | 1245 |
|           |      |      |      |      |      |      |
| مصدر: UCI |      |      |      |      |      |      |

## سجل الفوز

### سباقات أو مراحل فاز بها
| التاريخ        | السباق                                         | المركز                                          |
| -------------- | ---------------------------------------------- | ----------------------------------------------- |
| 07 مايو 2017   | طواف كوميونيداد مدريد 2017                     | العاشر في تصنيف أفضل شاب                        |
| 23 يونيو 2017  | Spanish National Time Trial Championships 2017 | الثامن في التصنيف العام                         |
| 11 مارس 2018   | باريس-نيس 2018                                 | السادس في تصنيف أفضل شاب                        |
| 15 فبراير 2020 | فولتا مورسيا 2020                              | السابع في التصنيف العام، الثامن في تصنيف الجبال |
| 27 فبراير 2020 | طواف الإمارات 2020                             | الثامن في تصنيف أفضل شاب                        |
| 14 سبتمبر 2020 | تيرينو أدرياتيكو 2020                          | الفائز في ترتيب التسلق                          |
| 01 يناير 2021  | طواف أندلوسيا 2021                             | الرابع في تصنيف الجبال                          |
| 02 مايو 2021   | فولتا أستورياس 2021                            | الثامن في تصنيف النقاط                          |
| 14 مايو 2021   | تروفيو سيرا دي ترامونتانا 2021                 | المركز الثالث                                   |
| 25 يوليو 2021  | برويبا فيلافرانسا دي أورديزيا 2021             | الرابع في التصنيف العام                         |